# Canal Saint-Martin

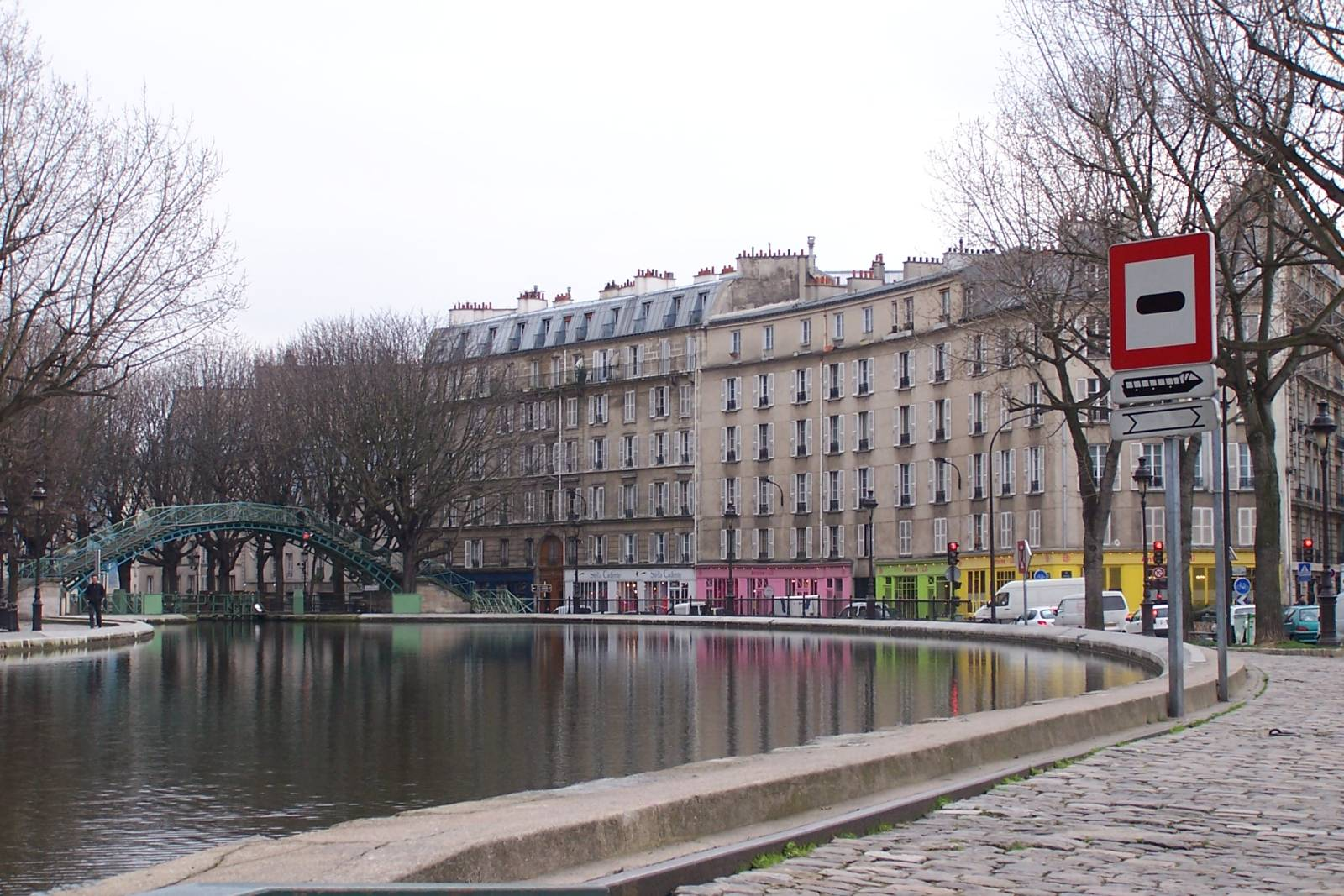
O canal Saint-Martin ao nível da praça Villemin

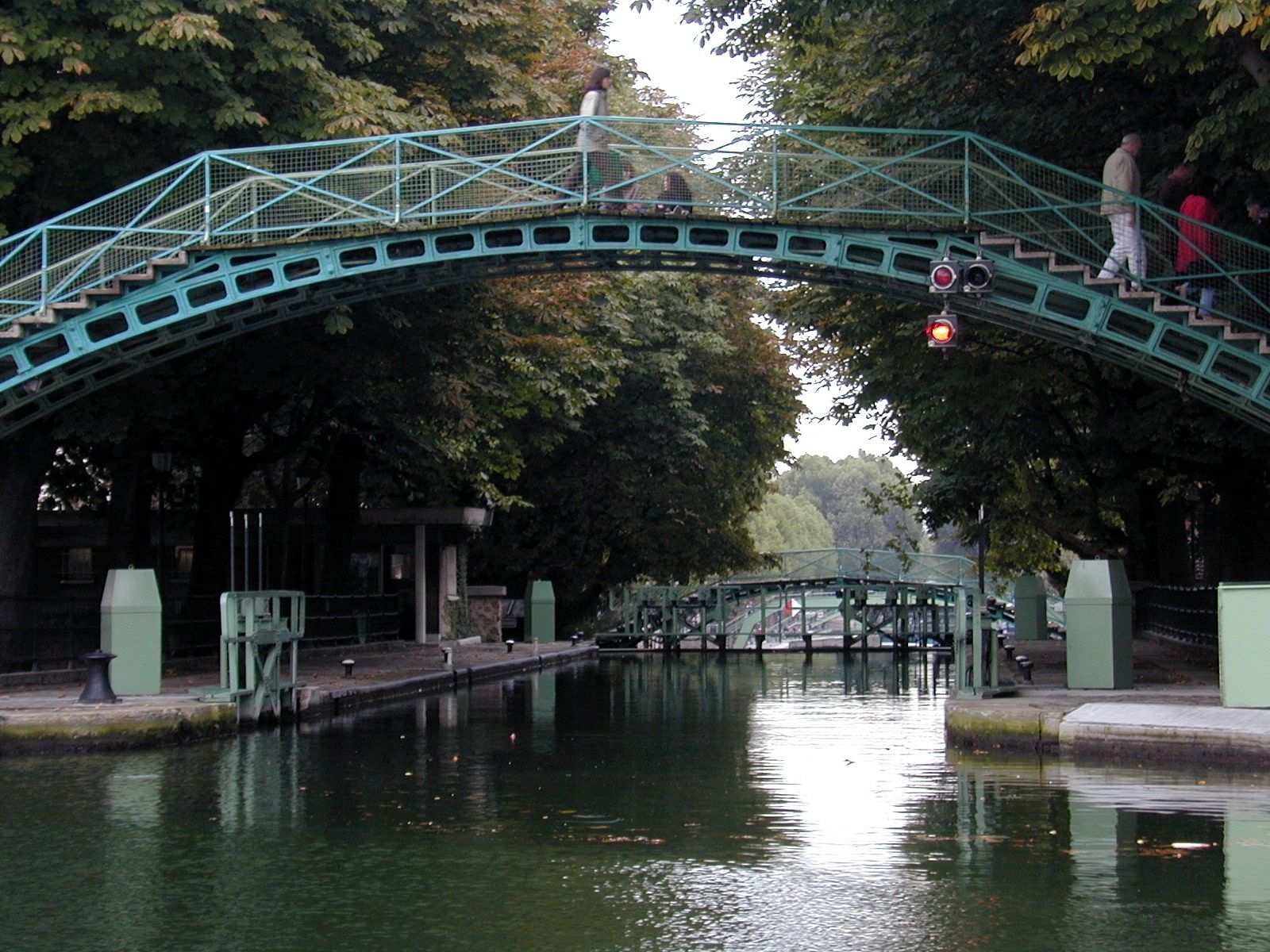
Pontes sobre o canal

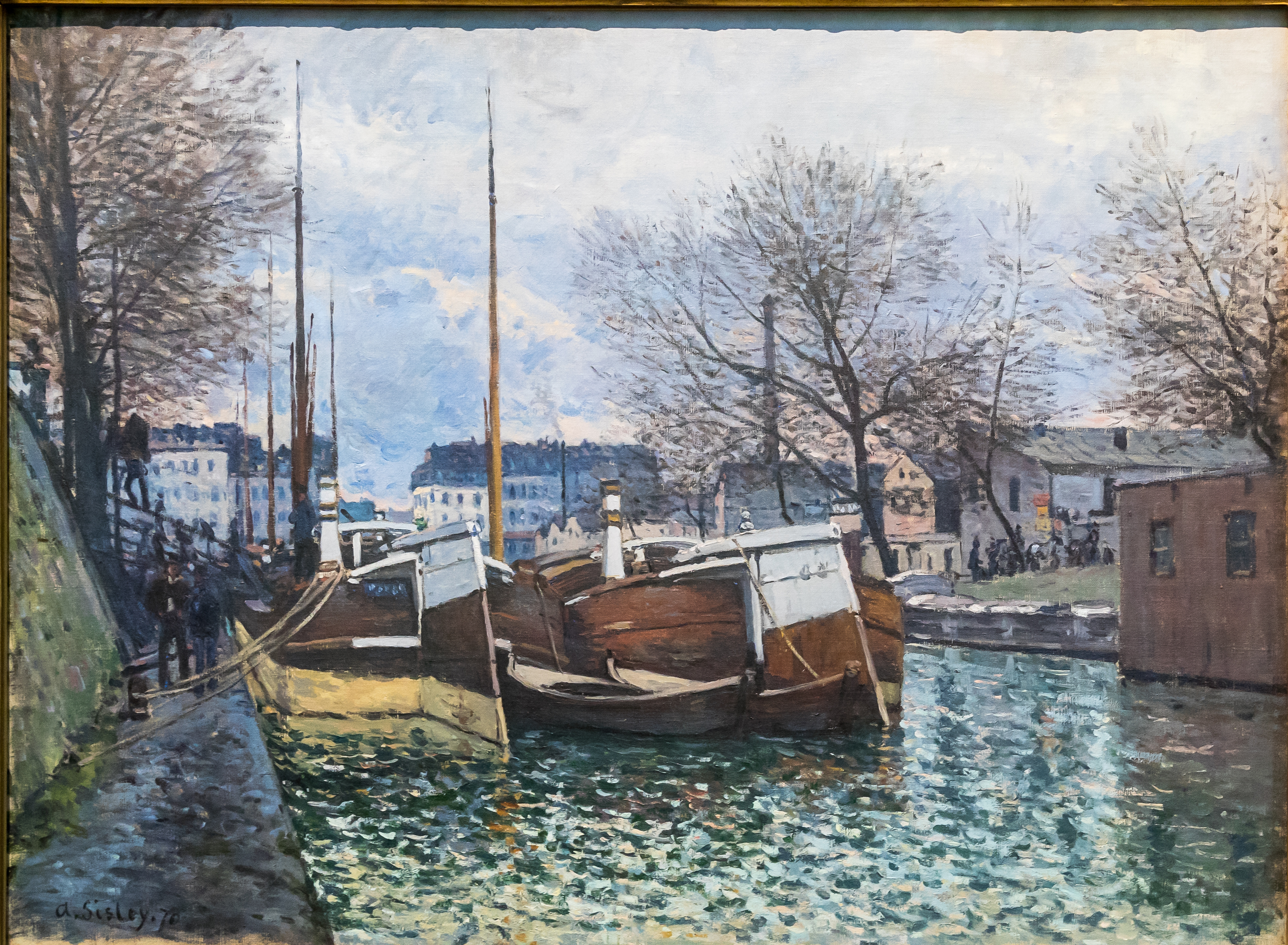
"O canal Saint-Martin em Paris", pintura de Alfred Sisley (1870)

O canal Saint-Martin é um canal de 4,55 quilômetros de extensão, localizado em Paris, França. Pensado em projeto idealizado por Napoleão foi inaugurado em 1825, após a sua morte.
Atualmente, o canal é destino popular de parisienses e turistas que passeiam em barcos de excursão ou admiram a paisagem a partir das eclusas e pontes ao longo do canal.